# گلنورچی ایر
گلنورچی ایر (به انگلیسی: Glenorchy Air) یک شرکت هواپیمایی است که در تاریخ ۱۹۹۲ میلادی تأسیس شده است.
دفتر مرکزی گلنورچی ایر در نیوزلند واقع شده‌است و قطب این شرکت هواپیمایی در فرودگاه کوئینزتاون قرار دارد.